# Лабиринты и монстры (фильм)
«Лабиринты и монстры» (англ. Mazes And Monsters; другое название — «Зловещая игра») — телефильм. Сюжет основан на одноимённой книге 1981 года американской писательницы Роны Джаффе.

## Сюжет
Робби принял участие в новой ролевой фэнтези-игре «Лабиринты и монстры». Он настолько втянулся в неё, что уже не может отличить вымысел от реальности. Однажды это чуть не привело к его смерти.

## В ролях
| Актёр           | Роль                   |
| --------------- | ---------------------- |
| Том Хэнкс       | Робби Уиллинг          |
| Венди Крюсон    | Кейт Финч              |
| Дэвид Уоллес    | Дэниел                 |
| Крис Мейкпис    | Джей Джей Броквей      |
| Ллойд Бокнер    | Хэл                    |
| Питер Донат     | Харольд                |
| Энн Фрэнсис     | Элли                   |
| Мюррей Хэмилтон | лейтенант Джон Мартини |
| Вера Майлз      | Кэт                    |

## Производство
Фильм является адаптацией романа «Лабиринты и монстры» Роны Джаффе. Джаффе написала роман на основе слухов, циркулирующих вокруг исчезновения Джеймса Далласа Эгберта в 1979 году, студента Мичиганского университета. Ранние публикации в прессе связывали его исчезновение с увлечением ролевыми играми, в частности, в рамках сеттинга Dungeons & Dragons (к названию которого отсылает название романа и фильма). Следуя духу книги, фильм продвигает идею, что увлечение ролевыми играми может повлечь за собой психологические проблемы у впечатлительных игроков.